# Jorge Lámbarri
Jorge Eduardo Lámbarri Lomellini (Cusco, 26 de agosto de 1934-Arequipa, 15 de enero de 1953) fue un futbolista peruano. Jugaba de mediocampista y su único equipo fue Universitario. Con quince años fue el jugador más joven en debutar con la camiseta crema en primera divsión. En plena actividad y destacando como goleador, falleció en un accidente automovilístico carretero, a la edad de dieciocho años.

## Trayectoria
Lámbarri nació en Cusco, pero se mudó a Lima cuando era niño y vivió toda su vida en el distrito de San Isidro. A pesar de su clase alta y su vida cómoda, sus familiares le describían como un chico muy modesto y sencillo que tenía muchas aficiones, pero que anteponía a todo lo demás su carrera futbolística, en la que dio sus primeros pasos con el equipo que simpatizaba, Universitario.
Su primer y único club fue ese último equipo mencionado. Debutó el sábado 22 de julio de 1950 contra Atlético Chalaco (3-1) en partido correspondiente a la primera fecha del torneo de ese año. Su primer gol lo marcó en la decimotercera fecha de aquel torneo, el día sábado 15 de octubre jugando contra el Jorge Chávez (0-2).
En los tres años con el conjunto crema, marcó seis goles. En 1952 recién se perfiló como titular en el mediocampo, antes de ello estaba alternando con Lolo Fernández en el ataque. Sus virtudes futbolísticas le merecieron que llegase a aparecer en la portada de la importante revista Crack ese mismo año. Según cronistas de la época, tenía todo para consagrarse en campañas posteriores.
Al momento de su fallecimiento era el titular indiscutible, sin embargo, el diario La Crónica indicó que, en sus últimos partidos, no tuvo las mejores experiencias: en su penúltimo encuentro, Universitario cayó ante Sport Boys (1-5) y la hinchada lo pifió al igual que a todo el equipo, mientras que ante Association Chorrillos (1-3), en su aparición final, jugó con una lesión en la rodilla que recrudeció tras recibir una dura falta. Esa fue la última vez que se vio al joven jugador en una cancha de fútbol de manera oficial.
A inicios de 1953, aunque el había decidido comprometerse con sus estudios superiores en la Universidad Agraria de La Molina, su intención era volver al fútbol  a partir de junio —cuando arrancaba el campeonato de primera división—. Sin embargo, el 14 de enero, fue invitado a jugar un torneo relámpago con los cremas. No lo dudó, y a pesar de estar de vacaciones con su familia en Arequipa, decidió regresar de inmediato, realizando así el viaje que lamentablemente acabaría con su vida a los dieciocho años. Enrumbó hacia la capital en su auto y una difícil curva en la Panamericana sur, a la altura de Camaná, ocasionó un accidente que terminó trágicamente con su vida. Viajó con su mejor amigo y futuro cuñado, Luis Berrier.
Sin duda, tuvo un gran mérito para ganarse un lugar en un equipo tan competitivo a una edad tan temprana que sería muy difícil determinar si se convirtió en un ídolo crema o no. Lo que es seguro es que nadie sabrá jamás el verdadero potencial de Jorge Lámbarri, el plusmarquista que dejó un legado en el fútbol peruano.

## Clubes
| Club          | País | Año       |
| ------------- | ---- | --------- |
| Universitario | Perú | 1950-1953 |

## Homenajes
Lámbarri lleva su nombre en dos clubes que disputan la Copa Perú, uno que debutó en la Liga Distrital de Pueblo Libre y otro en la Liga Distrital de Pisco —reactivado para la tercera categoría—, ambos con error ortográfico —se denominan Lámbarry, con y—, pero que de todos modos fueron fundados en su honor.